# Gregers Kirk (Kristian Kirks Telefonfabriker)
 Der er flere personer med dette navn, se Gregers Kirk.
Gregers Kirk (8. januar 1903 i Esbjerg – 21. november 1967 i København) var en dansk direktør for A/S Kristian Kirks Telefonfabriker
Kirk var søn af direktør Kristian Kirk (1874-1935) og Emilie Georgine Josephine Iversen (1881-1969). Han blev student 1922 (privat dimitteret) og cand. polit. 1929. I 1940 efterfulgte han sin farbror som bestyrelsesformand og administrerende direktør for Kristian Kirks Telefonfabriker A/S, Horsens og Aarhus. I sin lederperiode udbyggede han virksomheden, så den efterhånden blev en hel koncern, Kirkkoncernen, der foruden telefonerne omfattede fabrikation af elektronisk udstyr, maskiner og fiskemel samt handel med fotoudstyr, papir, bøger og legetøj. Efter store tab hos en afdeling i Glostrup, Haka-Kirk Husholdningsmaskiner, trådte koncernen i 1970 i likvidation.
Gregers Kirk ejede en række ørreddamme i Nordfrankrig; men hans udenlandske investeringer lå især i det store franske rederi og transportselskab Société anonyme de Gerance et d'Armement hvor han sad sammen med medlemmer af Rothschildslægten og Georges Pompidou, indtil denne 1962 indtrådte i den franske regering som premierminister.
Han var desuden formand i bestyrelsen i A/S Budtz Müllers Eftf., A/S Rosenlund og flere ejendomsselskaber i København; formand for bestyrelsen for A/S Jyllands-Posten, hvor han fra 1950'erne var hovedaktionær, og for A/S Esbjerg Jernstøberi og Maskinfabrik.
Som erhvervsmand var Kirk en usædvanlig personlighed og meget anonym.
Gift 1. gang 8. januar 1924 med Margit Kock (10. marts 1900 i København – 26. marts 1971 sammesteds), datter af agent, senere forretningsfører August Christian Marius H. (1870-1901) og Lagertha Juliane Kock (1873-1918). Ægteskabet opløst 1. november 1933. Gift 2. gang 1. april 1942 i Slagelse (borgerlig vielse) med Editha Vilhelmine Bergliot Jensen (23. marts 1909 i Aarhus – ?), datter af fyrbøder Anton Kalarinus Jensen og Dora Mathilde Christiansen. Ægteskabet opløst. Gift 3. gang 1955 med Edith Jensen.
Han er begravet på Mariebjerg Kirkegård.